# Zakir Bağırov
Zakir Bağırov (auch: Bağırov Zakir Cavad oğlu, russisch Закир Джавад оглы Багиров; * 16. März 1916 in Şuşa, Gouvernement Elisabethpol, russisches Kaiserreich; † 8. Januar 1996 in Baku, Aserbaidschan) war ein sowjetisch-aserbaidschanischer Komponist, Musikpädagoge und Musikfunktionär.

## Leben
Zakir Bağırov studierte ab 1932 am Staatlichen Konservatorium Aserbaidschans in Baku. 1935 ging er nach Moskau, um am Tschaikowski-Konservatorium weiterzustudieren. Er meldete sich freiwillig zum Militärdienst. Nach dem II. Weltkrieg ging er wieder nach Moskau ans Konservatorium und wurde 1949 graduiert. Danach ging er nach Baku und unterrichtete dort am Aserbaidschanischen Staatskonservatorium, wo er als Dozent arbeitete. 1970 wurde er Leiter des Fachbereichs Musiktheorie und hatte diesen Lehrstuhl zehn Jahre lang inne. Er leistete auch einen wichtigen Beitrag beim Sammeln und der Dokumentation aserbaidschanischer Volksmusik. So ist er einer der Autoren einer im Jahr 1951 veröffentlichten aserbaidschanischen Volkstanzsammlung. 1935 schrieb er gemeinsam mit dem Komponisten Tofiq Quliyev (1917–2000) die Mughame Rast, Dügah und Segah-zabul. Seit 1950 war er Mitglied im aserbaidschanischen Gesellschaft der Komponisten. Später wurde er in den Vorstand gewählt. Er war künstlerischer Leiter der Aserbaidschanischen Staatsphilharmonie und des Komitees für Rundfunk und Fernsehen, so wie Vorsitzender der Aserbaidschanischen Musikstiftung. 1960 erhielt er den Ehrentitel Volkskünstler der Aserbaidschanischen SSR. Ihm wurde auch der Şərəf-Orden verliehen.

## Werke
Zakir Bağırov schrieb drei Opern, darunter Aygün aus dem Jahr 1972 und Qoca Xattabıç so wie die zwei Operetten Qayınana und Kəndimizin səsi. Kəndimizin səsi entstand 1958, Qayınana mit dem Text des aserbaidschanischen Dramaturgen Məcid Şamxalov  (1907–1984) 1974. Die Operette wurde auch außerhalb der Aserbaidschanischen SSR sehr populär. So wurde sie erfolgreich in den zentralasiatischen Republiken und in Bulgarien aufgeführt. Bei einem sowjetischen Wettbewerb erhielt sie einen Sonderpreis. Auch die Filmfassung war sehr erfolgreich. An sinfonischer Musik schrieb er im Jahr 1970 ein Klavierkonzert. Neben einem Konzert für Tar und Orchester komponierte er 1956 und 1969 je eine Suite für ein mit Volksinstrumenten besetztes Orchester. Er schuf Lieder und Romanzen so wie Kammermusik. Darunter befindet sich ein Harfensolo über den Mugham Çahargah. Er schrieb auch Musik für Theater und Film.